# Vallio (fiume)
Il Vallio è un fiume di risorgiva del Veneto.
Nasce presso Pero e attraversa San Biagio di Callalta, l'abitato omonimo, Meolo e Ca' Tron, dove segna il confine tra la provincia di Venezia e quella di Treviso. Raggiunta la zona di Marteggia, supera il Collettore Principale tramite un ponte canale e, subito dopo, si getta nel Canale Fossetta. In realtà viene proseguito dal canale Vela il quale, incrociato il Taglio del Sile passando sotto un ponte canale, assume le denominazioni di canale Nuovo e canale Taglietto e confluisce nel canale Silone diretto in Laguna.

## Affluenti
- Da destra: fosso Variol, scolo Riul, scolo Valliolo, scolo Susanna, scolo Arnasa, scolo Turban
- Da sinistra: scolo Saonara, fiume Meolo

## Area protetta
Tra le province di Treviso e Venezia 93 km del corso dei fiumi Meolo e Vallio sono interessati da un sito di interesse comunitario.